# مهرنجان (کازرون)
مهرنجان، روستایی از توابع بخش مرکزی شهرستان کازرون در استان فارس ایران است.
این روستا یکی از روستاهای پنجگانه معروف به قراء خمسه در نزدیکی شهر کازرون است. روستاهای قراء خمسه به ترتیب فاصله از شهر کازرون شامل پنج روستای مشتان، مهرنجان، بلیان، ابوعلی و سیف آباد است. روستای مهرنجان نیز مانند روستاهای اطراف دارای جمعیت زیادی می‌باشد و مردم هم به زراعت اشتغال دارند زبان رسمی هم گویش لری محلی است.

## جمعیت
این روستا دربخش مرکزی شهرستان کازرون قرار دارد و براساس سرشماری مرکز آمار ایران در سال ۱۳۹۵، جمعیت آن ۳٬۵۹۸ نفر (۹۷۰ خانوار) بوده است.